# Improphantes
Improphantes là một chi nhện trong họ Linyphiidae.